# دکترین ژدانف

آندرِی الکساندرُویچ ژدانف

دکترینِ ژدانف یک مرامِ فرهنگیِ اتحاد جماهیر شوروی سوسیالیستی بود که به ابتکارِ آندری ژدانف به سالِ ۱۹۴۶ پدید آمد. بر اساسِ این مرام دنیا به دو اردوگاهِ امپریالیسم به سرکردگی ایالات متحده آمریکا و دموکراسی به سرکردگی اتحاد جماهیر شوروی سوسیالیستی بخش می‌شد. نتیجتاً یگانه اختلافِ ممکن در فرهنگِ شوروی اختلاف میان خوب و برترین بود. ژدانوفیسم خیلی زود به یک سیاست فرهنگی در شوروی تبدیل گردید به این معنا که هنرمندان ، نویسندگان و روشنفکران در کل بایستی موید خطوط حزب حاکم در آثار خود باشند.  بر این اساس ، هنرمندانی که مغایر این سیاست و خواست دولت عمل می کردند، در معرض تعقیب قرار می گرفتند. این سیاست تا مرگ جزف استالین در سال 1953 ادامه داشت.  